# 小行星12059
小行星12059（12059 du Châtelet）是一颗绕太阳运转的小行星，为主小行星带小行星。该小行星于1998年3月发现。

## 轨道参数
小行星12059的轨道半长轴为379 850 168 km（2.5391054 UA），离心率为0.182。